# Peggy Michell
Peggy Michell (geboren als Margaret Amy Saunders) (Chiswick, 28 januari 1905 – 19 juni 1941, Harrow) is een tennisspeelster uit Groot-Brittannië. Op 12 juli 1928 trad zij in het huwelijk met Lewis Robert Collorryan Michell.
Tussen 1925 en 1938 speelde Michell negenmaal op Wimbledon. In 1928 en 1929 won zij met Phoebe Holcroft-Watson het dubbelspeltoernooi van Wimbledon. In 1929 wonnen zij samen ook het dubbelspeltoernooi van het US Open.
Michell was lid van het Wightman Cup-team van Groot-Brittannië.

## Resultaten grandslamtoernooien
| Legenda | Legenda                          |
| ------- | -------------------------------- |
| g.t.    | geen toernooi gehouden           |
| l.c.    | lagere categorie                 |
| –       | niet deelgenomen                 |
| G       | uitgeschakeld in de groepsfase   |
| 1R      | uitgeschakeld in de eerste ronde |
| 2R      | uitgeschakeld in de tweede ronde |
| 3R      | uitgeschakeld in de derde ronde  |
| 4R      | uitgeschakeld in de vierde ronde |
| KF      | uitgeschakeld in de kwartfinale  |
| HF      | uitgeschakeld in de halve finale |
| F       | de finale verloren               |
| W       | het toernooi gewonnen            |
| w-v     | winst/verlies-balans             |

### Enkelspel
| Australian Open | –  | –  | –  | –  | –  | –  | –  | –  | –  |
| Roland Garros   | –  | –  | –  | –  | –  | –  | –  | –  | –  |
| Wimbledon       | 2R | 1R | 3R | 1R | 4R | 3R | 3R | 3R | 2R |
| US Open         | –  | –  | –  | –  | –  | –  | –  | –  | –  |

### Vrouwendubbelspel
| Australian Open | – | – | – | –  | –  | –  | –  |
| Roland Garros   | F | – | – | –  | –  | –  | –  |
| Wimbledon       | – | W | W | 3R | 3R | HF | 2R |
| US Open         | – | – | W | –  | –  | –  | –  |